# 福田健太
福田 健太（ふくだ けんた、1996年12月19日 - ）は、ジャパンラグビーリーグワン東京サントリーサンゴリアスに所属するラグビーユニオンの選手。

## プロフィール
- 埼玉県三郷市出身[1]。
- ポジションはスクラムハーフ(SH)。
- 身長 173 cm、体重 80 kg
- 東日本高校代表に選ばれたことがある[2]。
- 日本代表キャップは1（2023年9月29日現在）。

## 略歴
小学1年生から常総JRSでラグビーを始めた
2015年、茗溪学園高校卒業後、明治大学に入学する。なお茗溪学園高校時代、主将を務めて、高校日本代表候補に選ばれたことがある。
2018年、明治大学ラグビー部の主将に就任した
2019年、明治大学卒業後、トヨタ自動車ヴェルブリッツ(現・トヨタヴェルブリッツ)に加入。
2020年2月、サンウルブズに追加召集された。
2021年4月3日にジャパンラグビートップリーグ第6節三菱重工相模原ダイナボアーズ戦に途中出場で公式戦初出場を果たす。
2023年、ラグビーワールドカップ2023の日本代表に選ばれて、同年9月29日に行われたラグビーワールドカップ2023・プールDサモア戦にて途中出場で日本代表初キャップ獲得。
2024年6月、東京サントリーサンゴリアスに入団。